# Kursächsische Postmeilensäule Landsberg

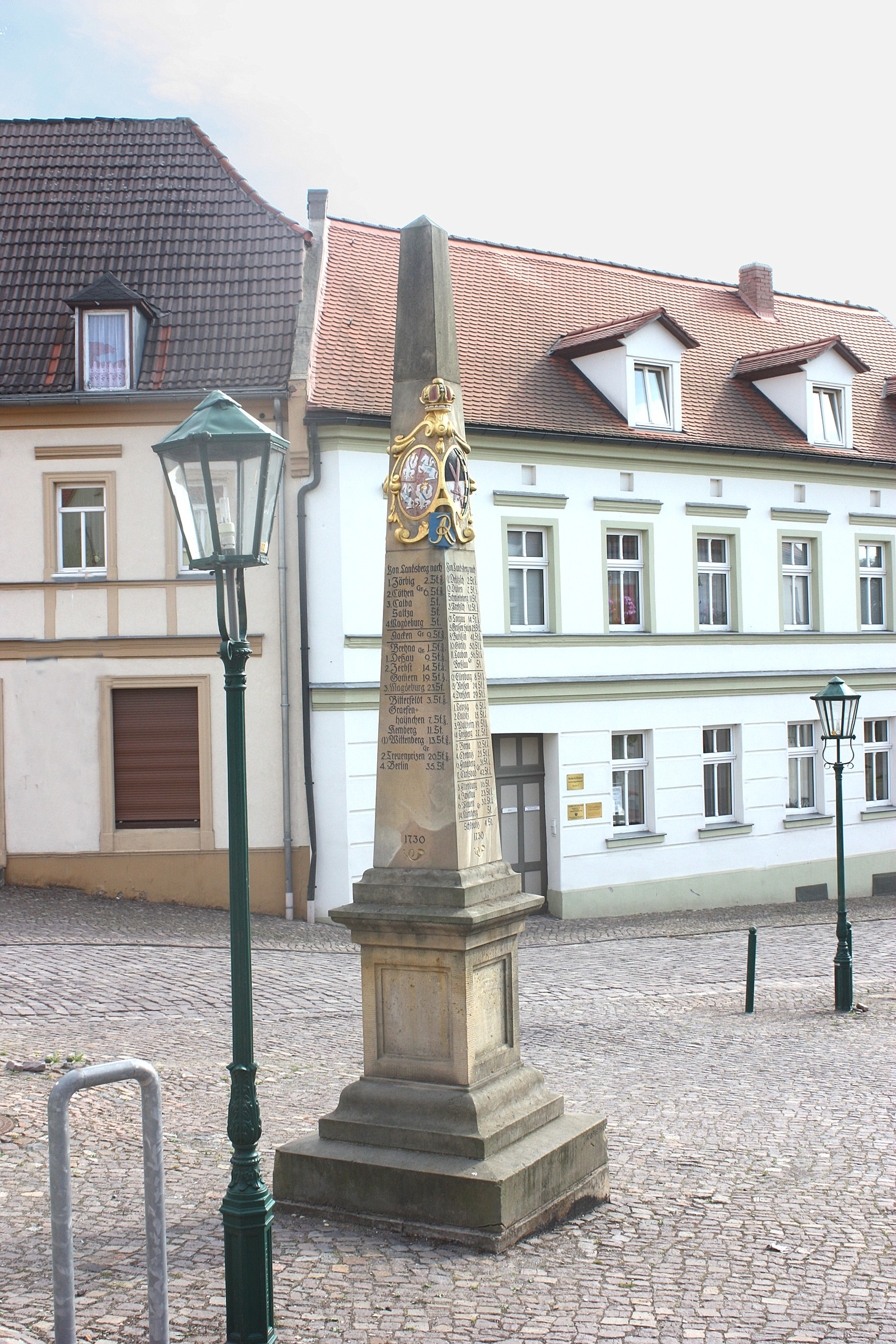
Kursächsische Postmeilensäule in Landsberg auf dem Marktplatz

Die Kursächsische Postmeilensäule Landsberg ist eine denkmalgeschützte Kursächsische Postmeilensäule der Stadt Landsberg in Sachsen-Anhalt. Im örtlichen Denkmalverzeichnis ist sie unter der Erfassungsnummer 094 55191 als Kleindenkmal verzeichnet.

## Allgemeines
Neben den preußischen Meilensteinen gibt es im Saalekreis noch die um einige Jahrzehnte älteren kursächsischen Postmeilensäulen als Zeitzeugen der Verkehrsgeschichte. Die meisten der Postmeilensäulen wurden 1815 auf Befehl der preußischen Regierung abgebaut. Die wenigen noch erhalten gebliebenen sind zum Großteil durch Zufälle wiederentdeckte Steine.

## Geschichte
Bei der Postmeilensäule Landsberg handelt es sich um eine 1730 gefertigte Distanzsäule in Form eines Obelisken. Sie wurde auf dem Marktplatz von Landsberg aufgestellt, da sich hier die Poststraßen von Leipzig nach Hamburg und nach Berlin kreuzten. Nach ihrem Abbau wurde sie in ein Stallgebäude mit eingemauert und 1954 wiederentdeckt. Das ursprüngliche Wappen wurde ins Museum gebracht. Seit 1989 befindet sich eine Nachbildung der Postmeilensäule wieder an ihrem ehemaligen Standort in Landsberg.